# Ivan Iankovski
 (mars 2025).
Si vous disposez d'ouvrages ou d'articles de référence ou si vous connaissez des sites web de qualité traitant du thème abordé ici, merci de compléter l'article en donnant les références utiles à sa vérifiabilité et en les liant à la section « Notes et références ».
Pour les articles homonymes, voir Jankowski.
Ivan Filippovitch Iankovski (en russe : Иван Филиппович Янковский), né le 30 octobre 1990 à Moscou, est un acteur russe. Il est le fils d'acteur et réalisateur Filipp Iankovski et le petit-fils d'acteur Oleg Iankovski.

## Biographie
Ivan Iankovski apparaît pour la première fois à l'écran à l'âge de 10 ans, dans un petit rôle dans le film Viens me voir, co-réalisé par son grand-père Oleg Yankovski.
Il est diplômé du département d'art dramatique et de mise en scène de l'Académie russe des arts du théâtre.
On lui remets à quatre reprises le prix Aigles d'or, pour La Dame de pique (2017, meilleur rôle masculin), Texto (2020, meilleur second rôle masculin), Fire (2022, meilleur second rôle masculin) et Le Champion du monde (2023, meilleur rôle masculin). 

## Filmographie partielle
- 2000 : Viens me voir (Приходи на меня посмотреть) de Mikhail Agranovitch et Oleg Yankovski : Ivan
- 2015 : L'Union des chiffes molles (Тряпичный союз) de Mikhaïl Mestetski : Andreï
- 2016 : La Dame de pique (Дама пик) de Mikhaïl Mestetski : Andreï
- 2018 : Factory (Завод) de Iouri Bykov : Vovka
- 2019 : Texto (Текст) de Klim Chipenko : Piotr Khazine
- 2019 : L'Union du salut (Союз спасения) de Andreï Kravtchouk : Mikhaïl Bestoujev-Rioumine
- 2020 : Fire (Огонь) de Alexeï Noujn : Roman
- 2021 : Ne me soigne pas (Не лечи меня) de Mikhaïl Marales : Ila
- 2021 : Le Champion du monde (Чемпион мира) de Alexeï Sidorov : Anatoli Karpov
- 2023 : La Parole du garçon. Du sang sur l'asphalte (Слово пацана) de Zhora Kryzhovnikov : Vova Suvorov